# Neoduma plagosus
Neoduma plagosus är en fjärilsart som beskrevs av Rothschild 1912. Neoduma plagosus ingår i släktet Neoduma och familjen björnspinnare. Inga underarter finns listade i Catalogue of Life.